# Colaxes wanlessi
Colaxes wanlessi là một loài nhện trong họ Salticidae.
Loài này thuộc chi Colaxes. Colaxes wanlessi được Benjamin miêu tả năm 2004.